# (55552) 2001 XN106
2001 أكس أن 106 (ويعرف أيضًا باسم (55552) 2001 أكس أن 106 وفق تسمية الكوكب الصغير) (بالإنجليزية: 2001 XN106)‏ هو كويكب ضمن حزام الكويكبات؛ وترتيبه 55552 من حيث الاكتشاف.
اكتُشف هذا الجُرم الفلكي بواسطة بحث لنكولن عن الكويكبات القريبة من الأرض في 10 ديسمبر 2001.

## وصلات خارجية
- (55552) 2001 XN106 في قاعدة بيانات مختبر الدفع النفاث لأجرام النظام الشمسي الصغيرة

- الاكتشاف · مخطط المدار ·  العناصر المدارية · المعلمات المادية

- (55552) 2001 XN106 على موقع ويكي سكاي: DSS2, SDSS, GALEX, IRAS, Hydrogen α, X-Ray, Astrophoto, Sky Map, Articles and images